# Batalla de Gal·lípoli (1312)
La batalla de Gal·lípoli es va lliurar el 1312 entre l'exèrcit del Regne de Sèrbia, enviat per Esteve Milutin, i les tropes de l'Imperi Romà d'Orient, contra els turcoples dirigits per Halil Paixà.

## Antecedents
Després de la batalla del Cefís la Gran Companyia Catalana s'assentà en el Ducat d'Atenes, i veient que els catalans i aragonesos resolen d'assentar-se en el ducat d'Atenes, turcs i turcoples abandonaren el servei a la Companyia. 1.500 homes capitanejats per Meleco entrà al servei del Principat de Sèrbia, mentre 1.300 homes i 800 geners comandats per Halil Paixà ocuparen Tràcia, on els habitants locals no podien conrear les seves terres, ja que els turcoples estaven saquejant i robant el camp.
Halil Paixà feu un pacte amb Andrònic II Paleòleg, segons el qual se'ls deixà via lliure fins a Gal·lipoli on serien embarcats de retorn a la seva pàtria, però foren traïts i Miquel IX Paleòleg va aixecar un exèrcit i van arraconar els turcoples a la Península de Gal·lípoli.

## Batalla
Amb l'ajuda de 2.000 genets serbis enviats pel rei serbi Esteve Milutin i els genovesos, que impediren que els turcoples escapessin per mar, aquests van ser massacrats.

## Conseqüències
Alguns dels turcoples van tornar al servei de l'Imperi Romà d'Orient.